# Eristicus clarigator
Eristicus clarigator är en stekelart som först beskrevs av Wesmael 1845.  Eristicus clarigator ingår i släktet Eristicus och familjen brokparasitsteklar. Arten är reproducerande i Sverige. Inga underarter finns listade i Catalogue of Life.